# ハッチメント

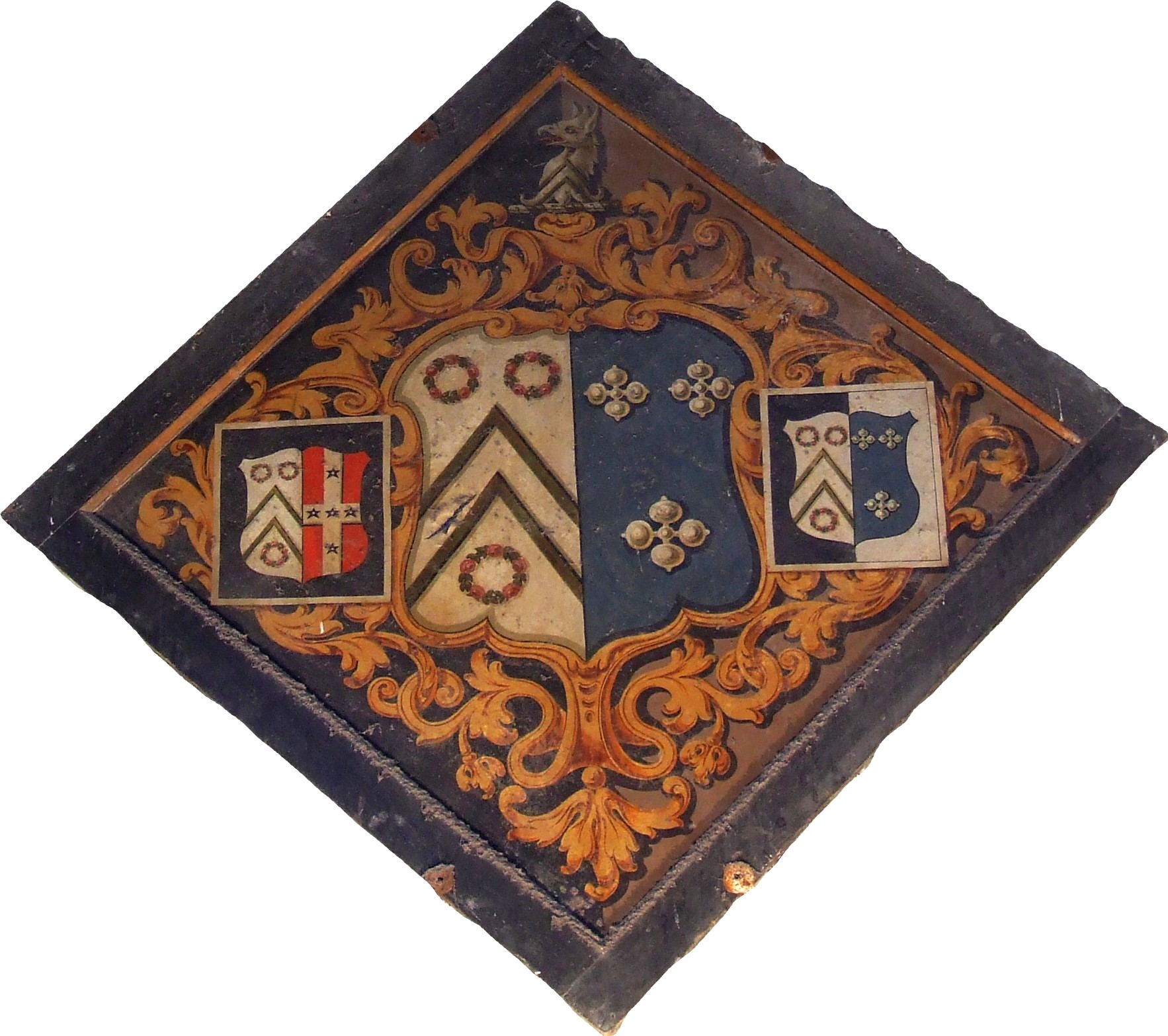
ウィンダム大修道院の鐘楼の中にあるハッチメント

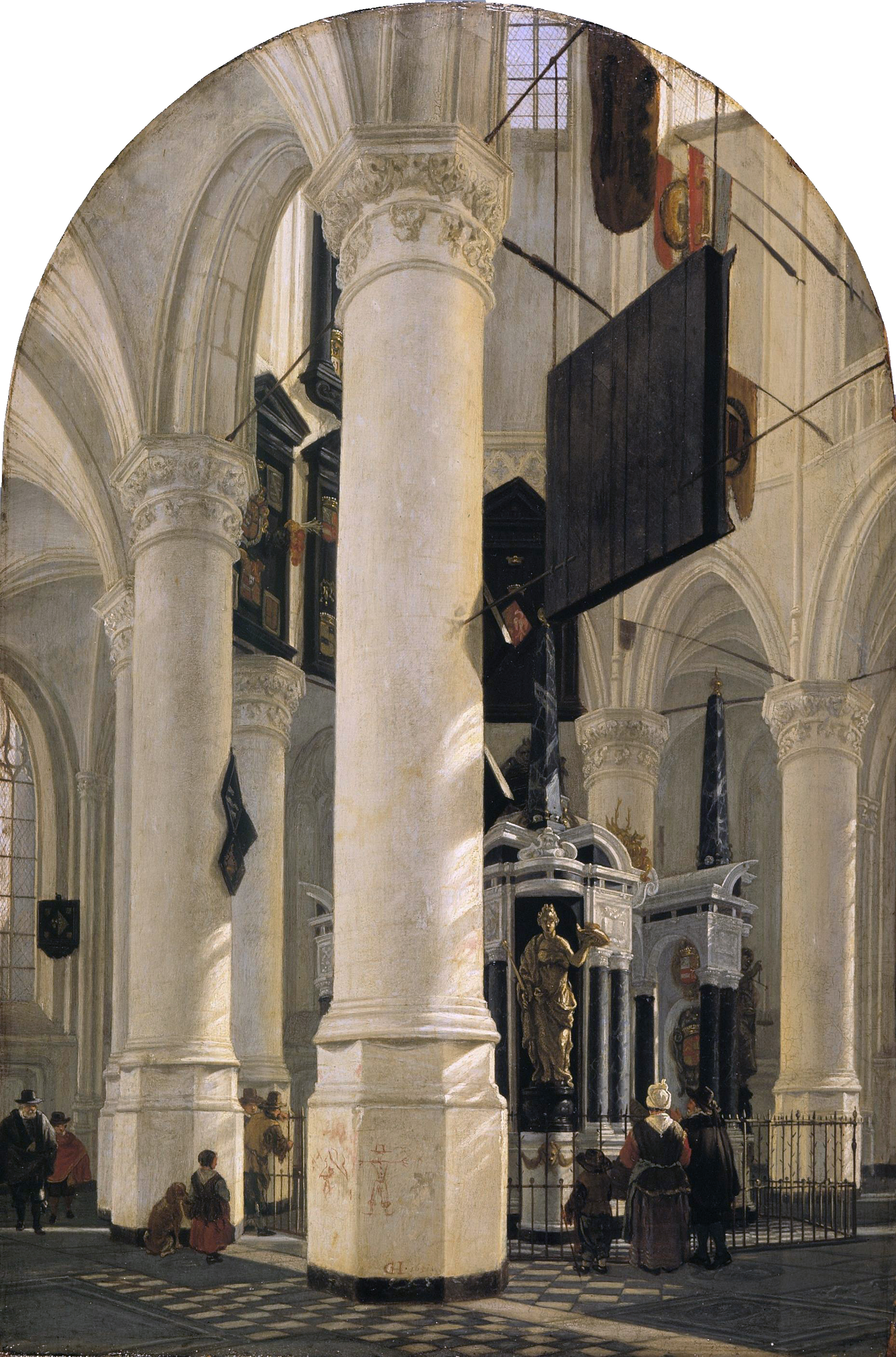
ヘラルト・ハウクヘースト・『デルフト新教会のウィレム沈黙公墓廟』。柱の向こう側にハッチメントが見える。

ハッチメント（英: Hatchment）は、紋章その他の栄誉を表示する黒い菱形（ロズンジ）のパネルである。葬儀の際に死者の住居の壁に掲げられ、生涯の「成就 (achievement) 」を示すものである。ハッチメントという語は、アチーヴメントが転訛したものであり、すべての構成要素が揃った紋章を単に示す語と区別するためにフューネラル・アチーヴメント (funeral achievement) とも呼ばれる。日本語では忌中紋章などと訳される。

## 解説
ハッチメントは住居の正面、通常は玄関の上、2階の高さに置かれ、喪に服している間そのまま6ヵ月から12ヵ月あるいは20ヵ月掲げられた後、教区の教会へ移される。この習慣は、死者の棺を運ぶ前に紋章が描かれた盾を運び、表示のためにそれを教会に残した習慣から1600年代前半に発達した。中世の時代には、時折実戦用のヘルメット及びシールドが教会に置かれた。また、モットーを置くかどうかは地域によって違いはあるが、置く場合は家族のものが描かれる。また、その銘句がどのようなものであったとしても、Resurgam（再起せん）又は In Caelo Quies（天に安静あり）といった決まり文句に置き換えられる。
ハッチメントは現在ではほとんど使われなくなったが、昔からの多くのハッチメントがイングランド中の教区の教会に残っている。

### イングランドのハッチメント
イングランドでは、独身者、既婚者、未亡人その他のハッチメントを区別するが、この伝統は、北海沿岸低地帯（現在のオランダ、ルクセンブルク、ベルギー）では知られていない。

#### 独身者
死者が独身男性である場合は、ハッチメントには、菱形の背景の中に死者本人の紋章（エスカッシャン、クレスト、クラウン、サポーターなどすべてのアクセサリを含む）が描かれる。独身女性については、その紋章は、菱形の背景の中に結ばれたリボンで飾られているロズンジ形のエスカッシャンで示される。どちらの場合も、背景は黒1色で塗られる。

#### 既婚者
そのハッチメントが妻帯者のものであるならば、その紋章は存命の妻の紋章と組み合わせ紋（インペイルメント）にしてシールドに収められる。あるいは、存命の妻が紋章の女性相続人であるならば、妻の紋章はエスカッシャン・オブ・プリテンスに置かれ、夫の紋章とともにシールドに収められたうえハッチメントの中央に置かれる。どちらの場合も、クレストをはじめとするアクセサリが加えられる。背景は、既に死去している者の紋章が占める領域のみ黒に塗られる。つまり、デキスター側（向かって左側）に置かれた亡き夫の紋章の周囲の背景は黒く、シニスター側（同右側）に置かれた存命の妻の紋章の周囲の背景は白い。死者が妻であり、夫が存命である場合についても同じ配置が使われるが、シニスター側（亡き妻）の背景を黒く、デキスター側（存命の夫）の背景を白くする。妻が紋章の女性相続人の場合も、双方の紋章がインペイルメントで組み合わされている場合と同様にハッチメントの左右を塗り分ける。

#### 寡夫・寡婦
既に妻に先立たれており、再婚しないまま死去した男性（寡夫）については、妻帯者のものと同様の方法が使われるが、配偶者双方が死去しているため背景全体が黒になる。再婚しないまま死去した未亡人（寡婦）については、既に死んでいる夫の紋章は彼女自身の紋章と組み合わせられて共に描かれるが、シールドではなくロズンジの中に収められたうえクレストなどのアクセサリは描かれず、独身女性のようなリボンも描かれない。また、背景全体が黒に塗られる。

#### 再婚した者
2人の妻又は2人の夫がいた場合、背景はいくつかの異なる方向に分けられることがある。時折、シールドが縦に3つの部分に分割され、中央の部分に夫の紋章、その両側に2人の妻の各々の紋章が置かれることがある。一方、夫の紋章がデキスター側の半分に残され、2人の妻はシニスター側の半分を横に2つ、又は更に縦に2つの部分に分割して彼女らの紋章を示すこともある。つまり、各々の妻がシールド全体の4分の1（シニスターの半分の半分）ずつを占めることになる。いずれの場合も、既に死去している者の紋章の背景のみ黒くする。

#### 公職にあった者
公職にあった者の場合、ハッチメントに本人の紋章のほかに職位を示す紋章を組み合わせて示すことができる。その場合、職位を示す紋章の周囲の背景を白にする。

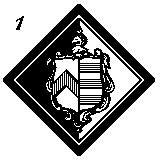
存命の妻を残して死去した男性のハッチメント。
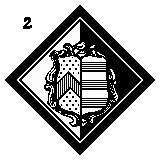
存命の夫を残して死去した女性のハッチメント。
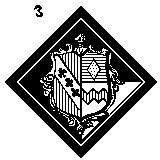
最初の妻（右上）の後、後妻（右下）の前に死去した男性のハッチメント。

### オランダのハッチメント

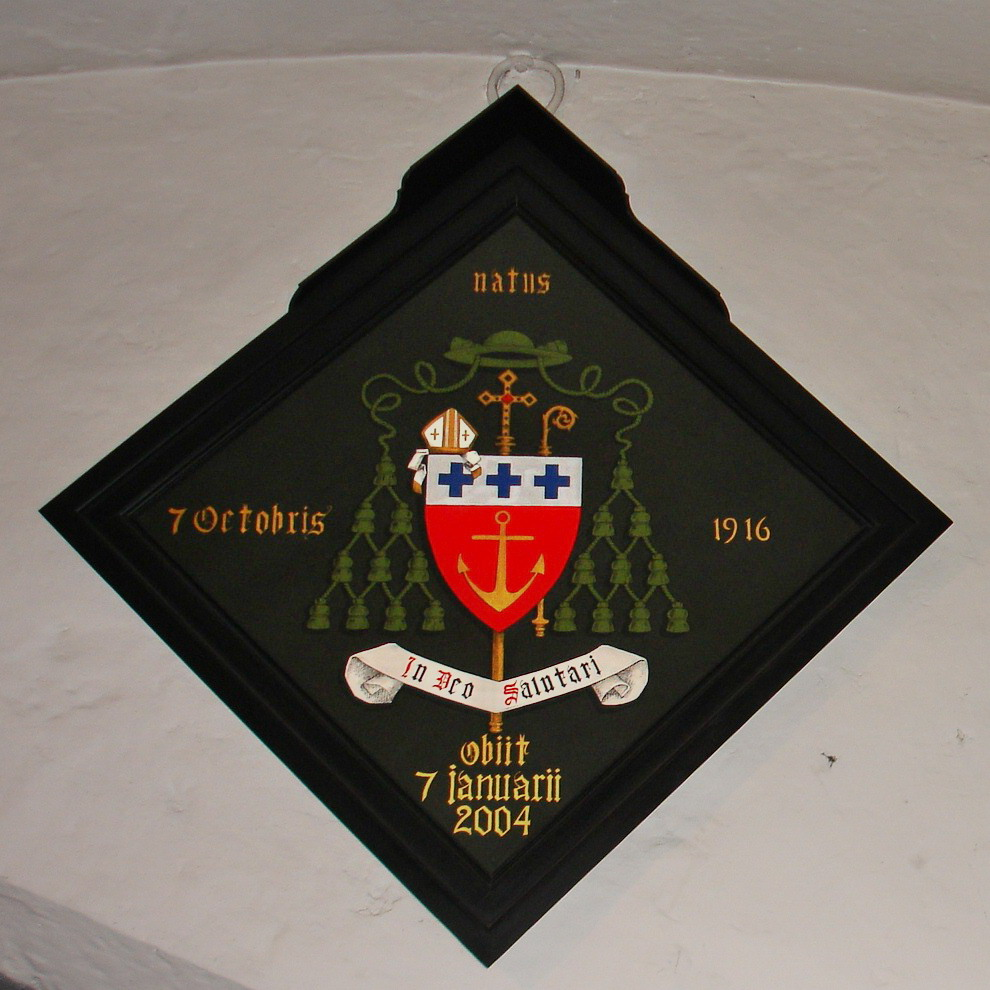
生没年月日を書き込んであるハッチメント。このハッチメントで表された人物は1916年10月7日に生まれ、2004年1月7日に没したことがわかる（写真はベルギーのもの）。

オランダでは、ハッチメント（オランダ語では、rouwbord、文字通り「哀悼のシールド」）は、「OBIIT」（ラテン語で「死去」）及び没年月日を伴い、死者の家の扉に掛けられた後、その者が葬られた教会の壁に掛けられた。17世紀には、ハッチメントは紋章による地味な黒いロズンジ形のパネルであったが、18世紀にはロズンジ形のパネル及びその上に描かれた紋章はますます精巧になった。コウモリの翼、頭蓋骨、砂時計及び松明を持って泣いている天使のような死の象徴が加えられ、8名又は16名、多い時には32名の以前の紋章使用者の名前（「成り上がり者」の創作もしばしばであった）及び彼らの家系のエスカッシャンが示された。
未亡人の紋章は、時折コーデリア（結ばれた紐）によって囲まれ、女性の紋章は、必ずしもそうとは限らないがロズンジのように形づくられる。これらの伝統を規定し、統制するキング・オブ・アームズはいなかった。1795年にフランス革命軍によって征服されたネーデルラント連邦共和国は、同年すべての紋章のシールド禁止令を出し、何千ものハッチメントが破壊されて焼かれた。19世紀には、ハッチメントはほとんど忘れられたが、ほんの少数の貴族の家族だけはその伝統を守っていた。
フランドルでは、ローマカトリック教会の聖職者は、今日までハッチメントを掲示する伝統に従っていた。貴族の家族は、教会でハッチメントを掲示し続けた。
イギリスのハッチメントと異なり、オランダ（及びベルギー）のハッチメントにはしばしば生没年月日が刻まれ、ラテン語の単語「obiit」、「natus」及び「svea」が死者の生没年月日及び没年齢を加えるのに用いられる。また、名前及び称号が、さまざまな祖先の紋章とともに時折加えられる。
時折、男性と女性の紋章がハッチメントの上で示される。

### スコットランドのハッチメント
スコットランドのハッチメントには、ロズンジの左右2つの角に死者の父母の紋章を置くことは珍しくなく、時折、一連の家系を示すエスカッシャンは一定の幅をもって変化し、4個、8個、又は16個になることもあった。スコットランドのハッチメントは、ハッチメント及び葬儀紋章のために配置する乏しい様式に従わずに、現代の作家によって時折祖先の紋章や、涙、頭蓋骨（モート・ヘッド）、マントなどで飾られる。
イングランド及びオランダで豊富に見つかるのとは異なり、スコットランドではおよそ50のハッチメントが現存するのみである。イングランド及びオランダにはスコットランドで生き残っているより多くのスコットランドのハッチメントがある。これらの一部は、疑う余地なく17世紀中頃のスコットランド国教会による。